# Communauté de communes du Val de l’Indre
Die Communauté de communes du Val de l’Indre ist ein ehemaliger französischer Gemeindeverband mit der Rechtsform einer Communauté de communes im Département Indre-et-Loire in der Region Centre-Val de Loire. Sie wurde am 20. Dezember 2000 gegründet und umfasste acht Gemeinden. Der Verwaltungssitz befand sich im Ort Monts.

## Historische Entwicklung
Mit Wirkung vom 1. Januar 2017 fusionierte der Gemeindeverband mit der Communauté de communes du Pays d’Azay-le-Rideau und bildete so die Nachfolgeorganisation Communauté de communes Touraine Vallée de l’Indre.

## Ehemalige Mitgliedsgemeinden
1. Artannes-sur-Indre
2. Esvres
3. Montbazon
4. Monts
5. Saint-Branchs
6. Sorigny
7. Truyes
8. Veigné